# Chrám Kom Ombo
Chrám Kom Ombo je staroegyptským chrámovým komplexem nalézajícím se na východním břehu Nilu v Horním Egyptě. Chrám se nachází zhruba 3,5 km jihozápadně od města Kom Ombo. Současná podoba chrámu pochází hlavně z Ptolemaiovského období, menší části byly dostavěny později za nadvlády Římanů. Chrám byl zasvěcený dvěma bohům: Harverovi se sokolí hlavou (ve starším období známý jako Hor) a krokodýlímu bohovi Sobekovi. A právě kvůli tomuto dvojímu zasvěcení je chrám často nazýván „dvojitým chrámem“. Stav dnešního chrámu je silně ovlivněn erozí a záplavami, které na stavbu po tisíciletí působily.

## Historie

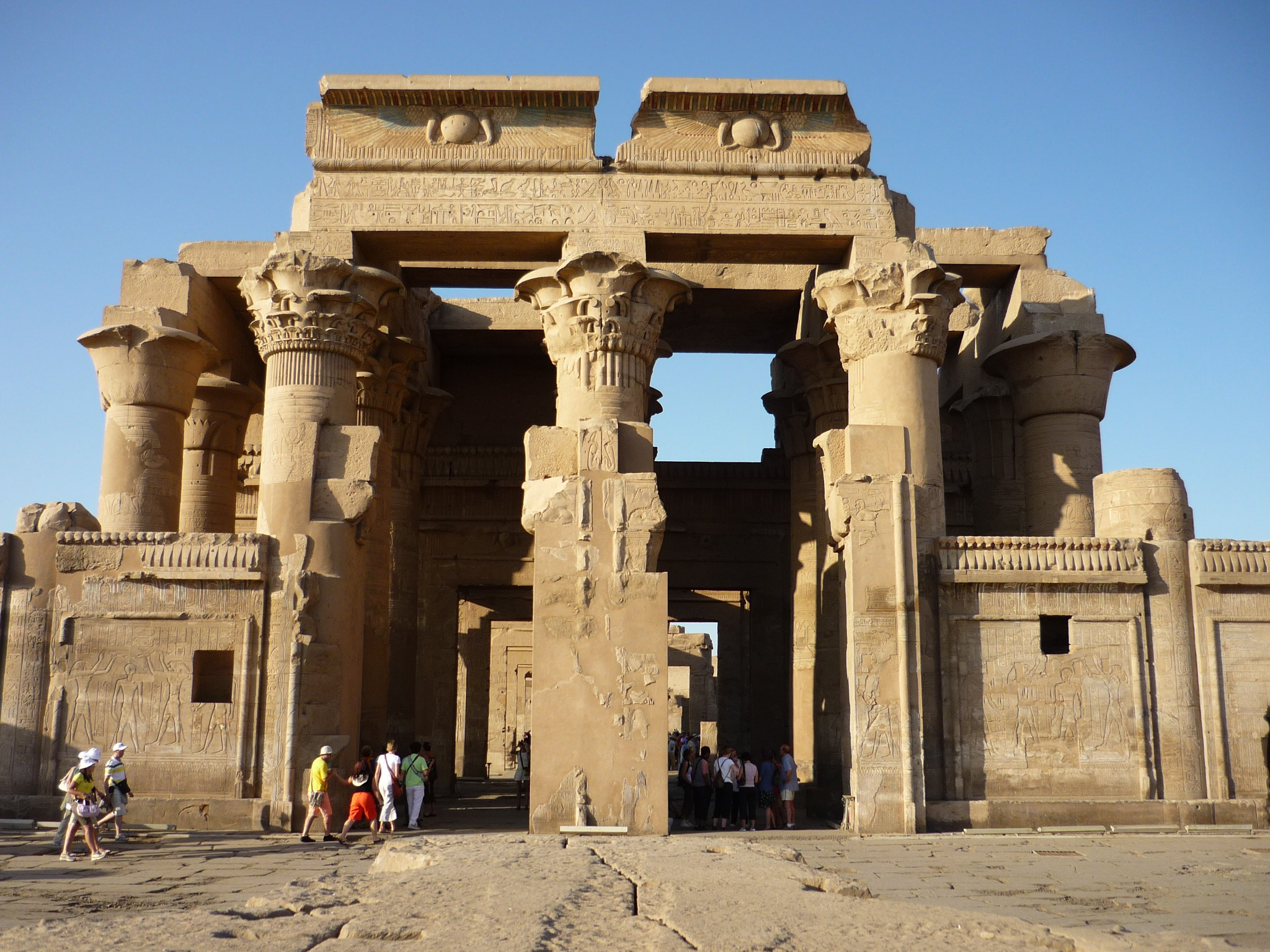
Chrám Kom Ombo

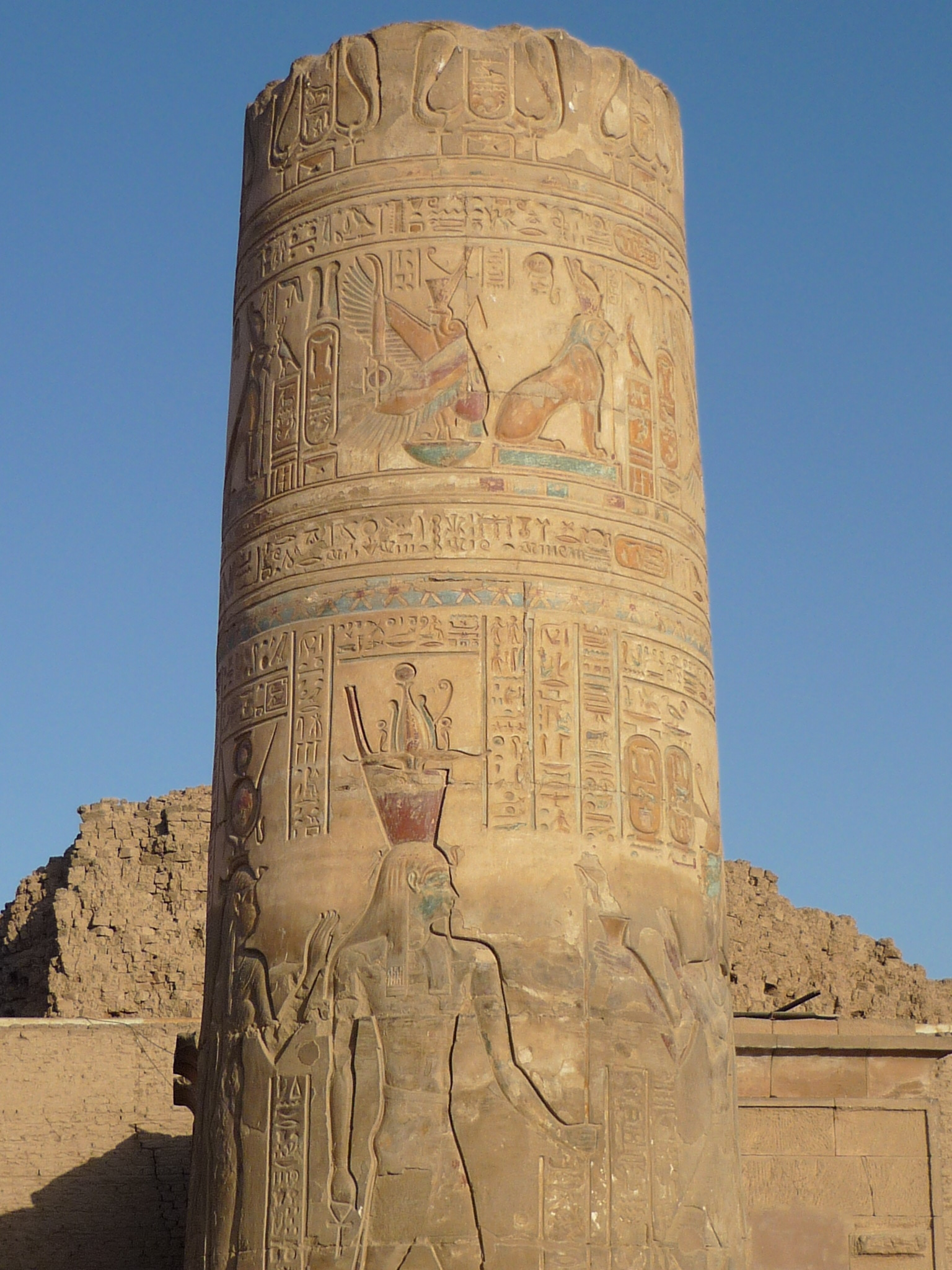
Část sloupu v Kom Ombo

Dvojitý chrám v Kom Ombo byl postaven za vlády Ptolemaiovců (332 př. n. l. – 30 n. l.). Přestože se předpokládá, že již v dobách Staré říše zde stála kamenná svatyně, tak se stavbou chrámu, který známe dnes, začal král Ptolemaios VI. ve druhém století před naším letopočtem. Chrám Kom Ombo, ležící 150 km jižně od Luxoru, se od ostatních chrámových komplexů lišil tím, že bohové zde byli uctíváni odděleně. Chrám byl rozdělený na dvě osově souměrné části, z nichž každá měla svůj vlastní vchod, nádvoří a svatyni. Pravá východní část patřila bohu Sobekovi, kdežto levá západní Horovi. Každá svatyně měla svoji předsíň, kde byly uloženy zlaté loďky, ve kterých byly při slavnostech a procesích převáženy symbolické sochy bohů Hora a Sobeka. Chrám byl ve své ose rozdělen dvojitou zdí, uvnitř které byla tajná komora, jež byla údajně naplněná vodou. Na levé straně chrámu se nacházela hluboká nádrž se schody vedoucími až pod úroveň hladiny Nilu, kde kněží prováděli každodenní ranní očistu. V komplexu se rovněž nacházela další nádrž, která sloužila jako nilometr, a její schody sloužily k měření výšky hladiny řeky, díky čemuž mohli kněží předvídat velikost nadcházejících záplav.
Na nádvoří pravé části chrámu stojí malá budova s kaplí. Nedokončená, ale zachovalá budova byla postavena císařem Domitianem na počest bohyně Hathor. V kapli byly nalezeny mumifikované ostatky krokodýlů, kteří žili v labyrintech pod chrámem a byli součástí Sobekova kultu.
Velká část chrámu byla postupem času zničena. Největší podíl na tom měla zemětřesení, nilské záplavy a v neposlední řadě i člověk. Někteří stavitelé v pozdější době využívali kameny z chrámu pro své vlastní stavby. Nedotčená nezůstala ani chrámová výzdoba, kterou poničili Koptové, kteří chrám využívali jako svůj kostel. Všechny budovy v jižní části náhorní plošiny byly zbaveny sutin a obnoveny Jacquesem de Morganem v roce 1893.

## Galerie

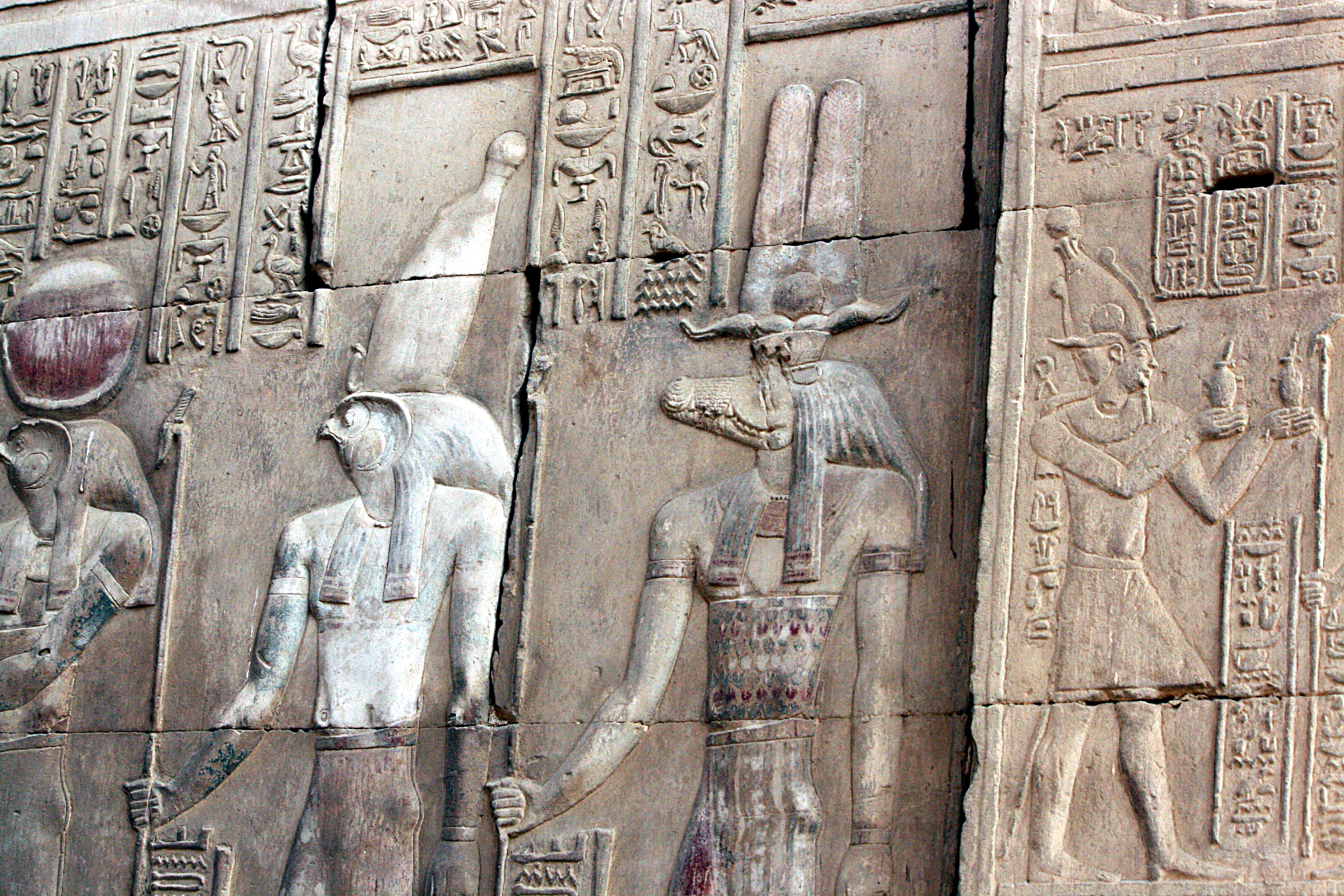
Reliéf Sobeka a Hóra v Kom Ombo
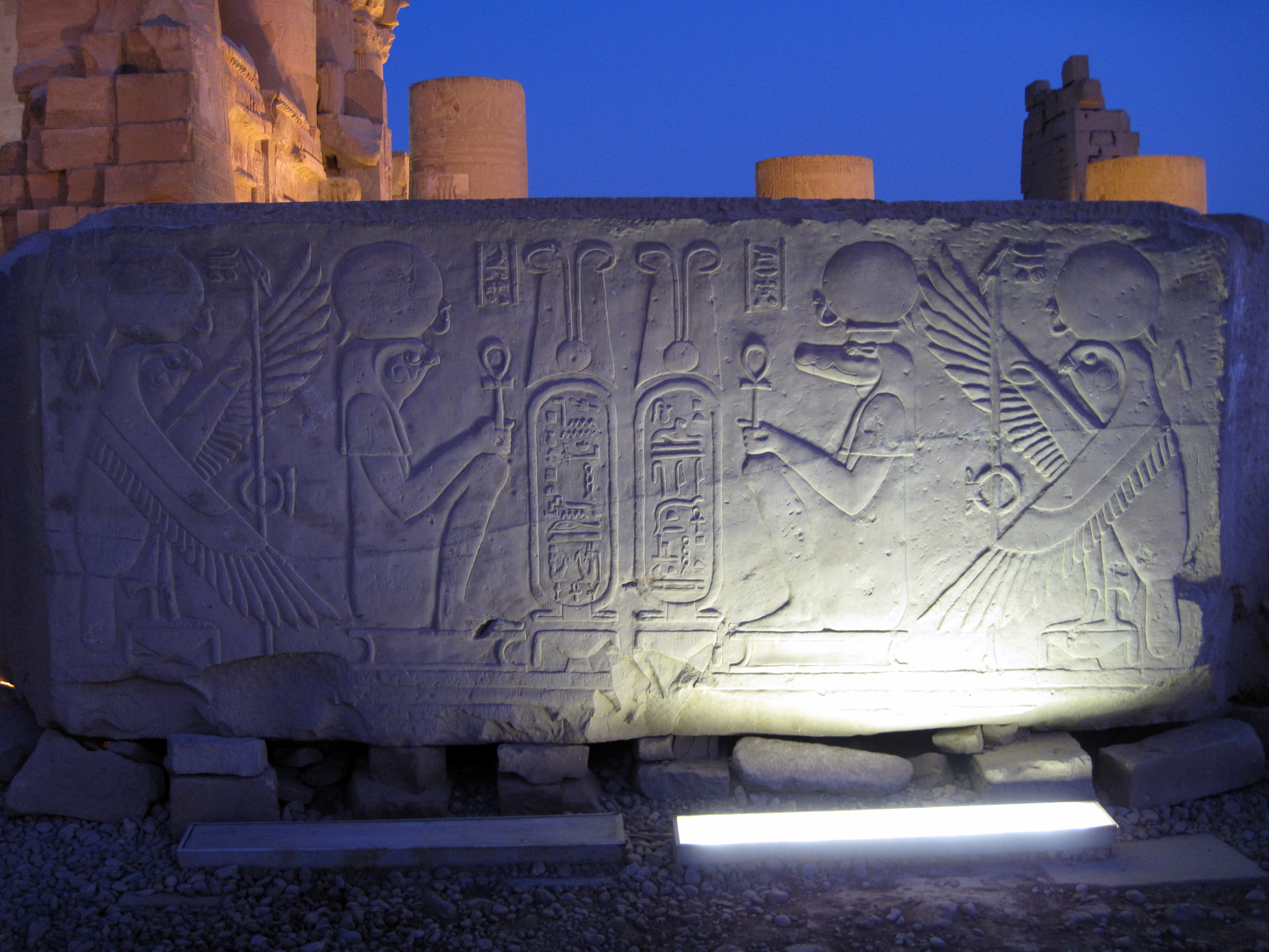
Reliéf
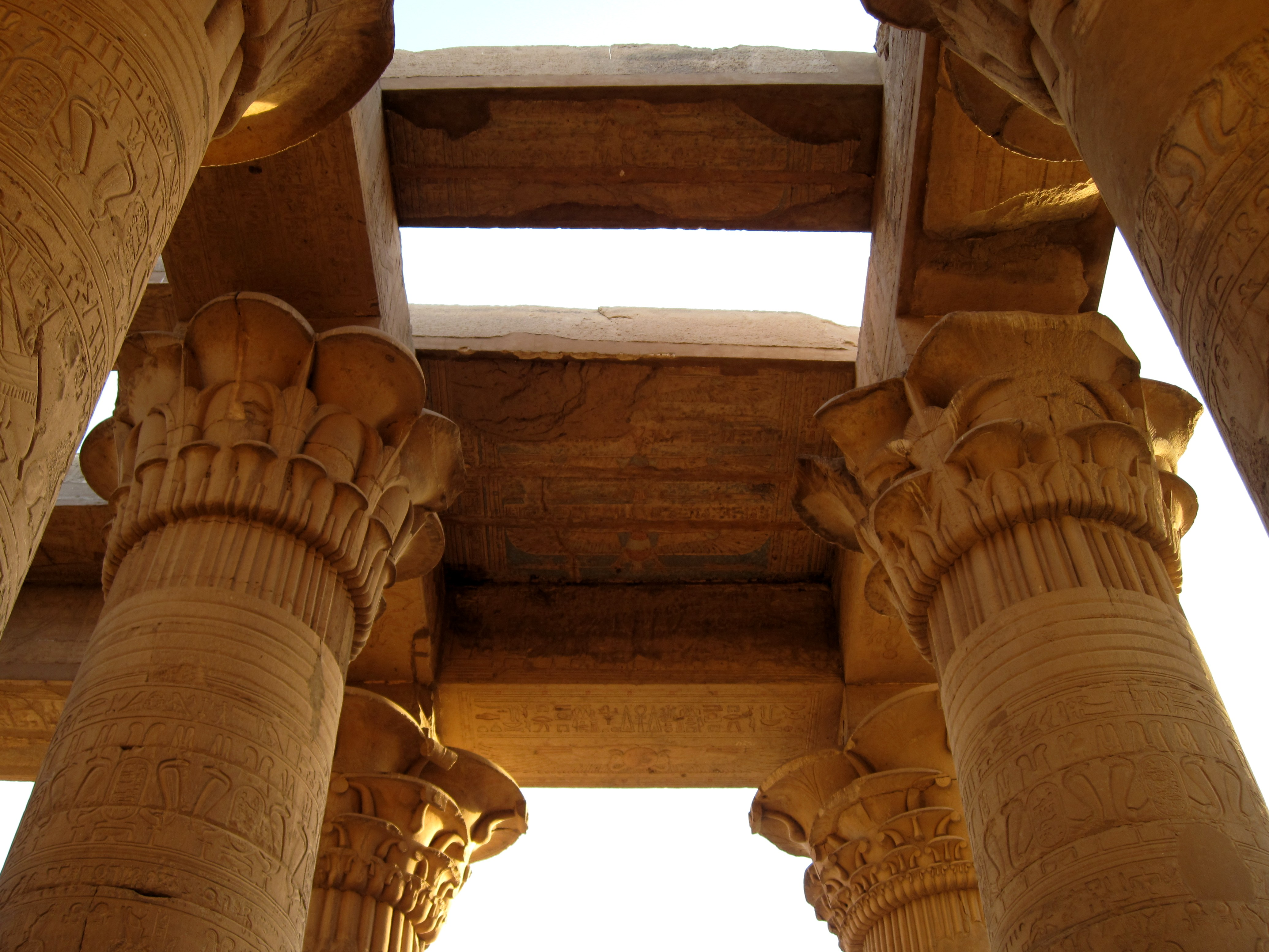
Chrám Kom Ombo
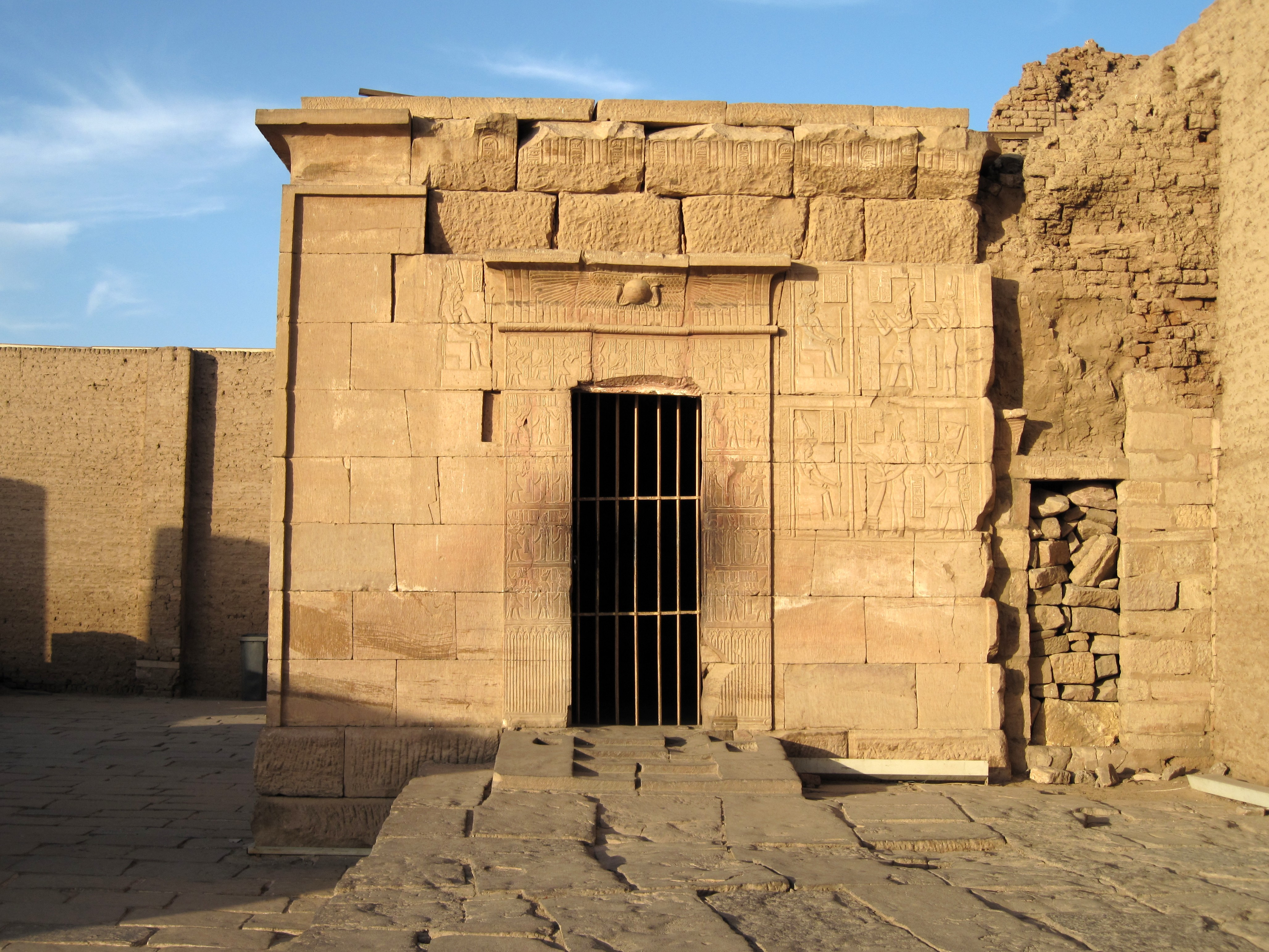
Kaple zasvěcená bohyni Hathor